# 蒂申
蒂申是奥地利施蒂利亚州拉德克斯堡县的一个市镇。总面积18平方公里，总人口1379人，人口密度76.6人/平方公里（2005年）。